# 여단지도자
여단지도자는(Brigadeführer) 1932년부터 1945년까지 SS와 SA 양 조직에서 사용된 나치당의 준군사 계급이다.
SS의 확장에 따라 제정된 여단지도자 계급은 SS여단(SS-Brigade)을 지휘하는 장교에게 수여되었다. 1933년, SS여단이 SS국경수비여단(SS-Abschnitte)로 명칭이 변경되었지만, 계급 명칭에는 변화가 이루어지지 않았다.
본래, 여단지도자는 2성 장성으로서 상급지도자와 집단지도자 사이에 위치하는 계급이었다. 하지만 무장친위대와 질서경찰의 발족으로 변화를 맞이하게 되었다. 양 조직에서 여단지도자는 육군 소장(Generalmajor)에 상응하는 계급으로서 단순히 국방군 대령보다 한 단계 높은 계급에 지나지 않았다. 당시 독일 육군 소장이 미육군 1성 장군인 준장에 상응하는 계급이었다는 점을 감안하면, 이는 실질적으로 여단지도자가 1성 장군으로 격하되었음을 의미한다. 
여단지도자 계급장은 당초 두 장의 떡갈 나뭇잎과 다이아몬드 형상의 은별 하나였지만, 1942년 최상급집단지도자 계급이 제정되면서 세 장의 떡갈 나뭇잎으로 디자인이 변경되었다.
여단지도자 또한 육군 소장와 같은 견장을 부착했으며, 다음처럼 계급 명칭을 표기했다.
- SS여단지도자 겸 무장친위대 소장
- SS여단지도자 겸 경찰 소장

## 같이 보기
- 무장친위대의 병과색